# Ibn Hazm
Íbn Hazm, plným jménem Abú Muhammad Alí ibn Ahmad ibn Saʿíd Ibn Hazm (7. listopadu 994 Córdoba — 15. srpna 1064 Manta Líšam) byl muslimský učenec působící v Al-Andalus (muslimském Španělsku). Svá díla z oblasti teologie, historiografie, logiky, etiky, práva i poezie psal v arabštině, přičemž na psaní se vrhl po roce 1031, kdy se stáhl z politiky. Někdy je označován za zakladatele komparativní religionistiky. V islámském právu byl klíčovým představitelem tzv. záhirovského mazhabu, který klade důraz na zjevný význam textu Koránu. Jeho klíčové dílo tohoto směru bylo Kitáb al-Muhallá. V Evropě mnohem známější a citovanější je ovšem jeho dílo Prsten holubice (Tavk al-hamámah), jež je věnované umění lásky. Pozoruhodné je, že v něm vcelku bez pohrdání píše o homosexualitě (jež byla podle mnohých zdrojů na cordobském dvoře dosti běžná) a zmiňuje se i o některých sadomasochistických praktikách. Napsal prý přes 400 děl, dochovala se jich však jen zhruba čtyřicítka. Pravděpodobně byl evropského původu a jeho rodina, žijící původně v okolí Sevilly, konvertovala k islámu z praktických důvodů, aby mohla pracovat pro chalífskou administrativu. Ibn Hazm sám se ovšem snažil dokazovat původ perský. Byl vždy loajální k Umajjovcům a hájil jejich nárok na trůn chalífů i poté, co ho ztratili, za což byl několikrát vězněn.